# Саблин, Евгений Васильевич
Евгений Васильевич Саблин (20 октября 1875, Новочеркасск — 2 мая 1949, Лондон) — дипломат, российский политический деятель. Представлял Россию в Англии (1919—1924) после К. Д. Набокова.

## Биография
Евгений Васильевич Саблин родился 20 октября (2 ноября) 1875 года в городе Новочеркасск Области Войска Донского, в семье казаков. Отец — генерал-майор Василий Фёдорович Саблин, служил в Петербурге по дворцовому ведомству. Мать — Надежда Федотовна. Воспитывался в 3-й санкт-петербургской гимназии до 16-летнего возраста. Затем поступил в Александровский лицей, который и окончил в 1898 году (X кл.).
Поступил на службу в первый (азиатский) департамент Министерства иностранных дел. В ноябре 1899 года назначен состоять при русской миссии в Белграде, где с 1903 года был 2-м секретарём. В январе 1905 года назначен секретарём миссии в Марокко. Пожалован званием камер-юнкера. В октябре 1908 года был назначен первым секретарём миссии в Тегеране.
В декабре 1914 года командирован в распоряжение российского посла в Лондоне, в декабре 1915 года назначен 1-м секретарём этого посольства. Временное правительство назначило Саблина советником посольства. В 1919 году министром иностранных дел Белого движения С.Д. Сазоновым назначен поверенным в делах.
После окончания гражданской войны в России был управляющим делами бывшего Российского посольства в Лондоне. После установления дипломатических отношений между Великобританией и СССР в 1924 году был избран представителем интересов русской колонии в Лондоне. В 1924 году на свои средства арендовал дом в Кенсингтоне, где основал Русский дом. Несколько лет спустя купил дом в том же районе, куда перенёс как собственную квартиру, так и деятельность русских организаций. Состоял почётным попечителем русской церкви в Лондоне и церковным старостой; был казначеем Российского Общества Красного креста в Лондоне.